# 大波 (福島市)
大波（おおなみ）は、福島県福島市の大字である。郵便番号は960-0811。

## 地理
福島市東部地区に属し、地区内最東部に位置する。南で飯野町青木と、西で立子山、渡利、山口と、北で伊達市保原町富沢、霊山町下小国と、東で伊達市霊山町上小国とそれぞれ隣接する。町村制施行以前の大波村の流れを汲む地域である。他の福島市域からは山で隔てられており、伊達市や川俣町と同じ広瀬川流域の地域である。小国川とその支流により形成された谷間の平地に水田が広がり、国道115号沿いに集落が連なる。霊山町上小国、霊山町下小国と共に伊達郡小国村、その後の町村合併により伊達郡霊山町に属していたことがある地域である。上町に所在する 福島警察署及び天神町に所在する福島消防署がそれぞれ管轄にあたる。

### 山
- 天井山（532m）

### 河川
- 小国川

### 主な字
- 通草作
- 小豆畑
- 石田
- 一里壇
- 一里壇入
- 入笠石
- 岩崎
- 岩巡
- 姥ケ懐
- 上屋敷
- 上屋敷前
- 笈ケ森
- 大栢
- 大西
- 大林
- 岡谷地
- 荻久保
- 荻田
- 小畑沢
- 小畑沢山
- 疣石
- 相ノ塚
- 梅ケ作
- 内笠石
- 内笠石山
- 上屋敷山
- 荻久保入向
- 荻久保入
- 大渕
- 笠石
- 笠石山
- 上漉内
- 上田代山
- 北前
- 北向
- 桐ケ作
- 草井渕
- 椚町
- 椚町前
- 久保
- 熊野山
- 黒志田
- 黒森
- 小滝ノ入
- 小奈地
- 小奈地山
- 五倫平
- 午房久保
- 笊内
- 山桝久保
- 塩ノ平
- 塩ノ平山
- 四条内
- 志田
- 清水
- 下荻田
- 下染屋
- 下染屋向
- 若地
- 菖蒲沢
- 城前
- 新田
- 新田入
- 新田入山
- 新田下
- 新田山
- 住吉
- 染屋
- 染屋脇
- 反田
- 台田
- 平山
- 平山入
- 高畑
- 高森
- 滝ノ入
- 滝ノ入山
- 竹ノ内
- 舘
- 寺入
- 寺上
- 寺前
- 寺道
- 寺脇
- 当下
- 当下向
- 当下向山
- 当下山
- 藤四郎内
- 堂ノ入
- 堂勢入
- 栃久保
- 栃久保向
- 鳥谷平
- 土屋場
- 戸石
- 戸石前
- 中田
- 中田山
- 中ノ田山
- 奈良婦
- 沼ノ入
- 猫芝
- 根田場
- 拝坂
- 八才子
- 冷田山
- 東向
- 渕ノ上
- 古内
- 古内前
- 古戸
- 星ノ宮
- 真垣
- 曲ケ坂
- 的場山
- 水戸内
- 水戸内前
- 水戸内向
- 宮ノ平
- 明加山
- 明神
- 向山
- 芽久保
- 山下
- 山下入
- 与五郎
- 吉ケ作

## 歴史
- 1889年（明治22年）4月1日 - 町村制の施行により伊達郡小国村が発足。旧大波村域は小国村の大字となる。
- 1955年（昭和30年）
  - 1月31日 - 小国村が周辺町村と合併し伊達郡霊山町が発足。霊山町の大字となる。
  - 3月31日 - 旧大波村域が霊山町から分離し福島市へ編入され、福島市の大字となる。
- 2011年3月11日 - 東日本大震災に伴う福島第一原子力発電所事故が発生。当地区は避難などに関わる指定を受けることはなかったが、かつて同じ小国村であった伊達市霊山町上小国、霊山町下小国で特定避難勧奨地点に指示される世帯があったことから、当地区からも他地区へ移住する住民が増えるようになる。

## 世帯数と人口
2022年（令和4年）3月31日現在の世帯数と人口は以下の通りである。
| 大字 | 世帯数  | 人口  |
| ---- | ------- | ----- |
| 大波 | 442世帯 | 864人 |

## 小・中学校の学区
市立小・中学校に通う場合、学区は以下の通りとなる。
| 番地 | 小学校             | 中学校                 |
| ---- | ------------------ | ---------------------- |
| 全域 | 福島市立岡山小学校 | 福島市立福島第三中学校 |

## 交通

### 鉄道
- 当地域に鉄道施設は無い。最寄り駅はJR東北本線福島駅

### 道路
- 国道115号
- 福島県道318号上小国下川原線
  - 岩崎橋（小国川）
- 福島市道35号土屋場染屋線
- 福島市道36号下染屋大沢線

### バス
福島交通路線バス
- （福島駅方面） - 土屋場 - 水戸内 - 上屋敷 - 大波 - 古内 - 大波出張所 - 岩崎 - 大渕 - （掛田・月舘方面）
  - 月舘経由川俣
  - 大波経由掛田
  - 文知摺・大波経由掛田

## 施設
- 福島市役所東部支所 大波出張所
- 篤仁会 富士病院
- 大波城跡
- 大波住吉神社 - 三匹獅子舞が福島市無形民俗文化財に指定されている。
- 福島りょうぜん漬け 本店